# Palazzo Cardon
Il Palazzo Cardon è un edificio d'interesse storico-architettonico di Napoli, sito in via Chiaia.
Le informazioni sulla storia di questo palazzo sono praticamente nulle. Tuttavia, la sua veste "architettonica" complessiva è indubbiamente settecentesca; si può dunque ipotizzare che sia sorto nel XVIII secolo o con la sostituzione di un edificio più antico o con l' "accorpamento" di più costruzioni di minori dimensioni.
Presenta alla base della facciata di quattro piani due identici portali in piperno ad arco ribassato ricoperti di bugne lisce. Il portale al civico 211 conduceva in origine a due cortili, ma in epoca imprecisata sono stati coperti e adattati a spazi commerciali; mentre quello al 209 porta, dopo un breve androne, al cortile di forma rettangolare sul cui fondo si staglia la scala aperta dall'unica arcata ribassata per piano.
Il nome con cui è conosciuto è dovuto al fatto che in epoca tardo-borbonica ospitava (probabilmente al piano terra) il rinomato magazzino sartoriale di Madame Cardon.

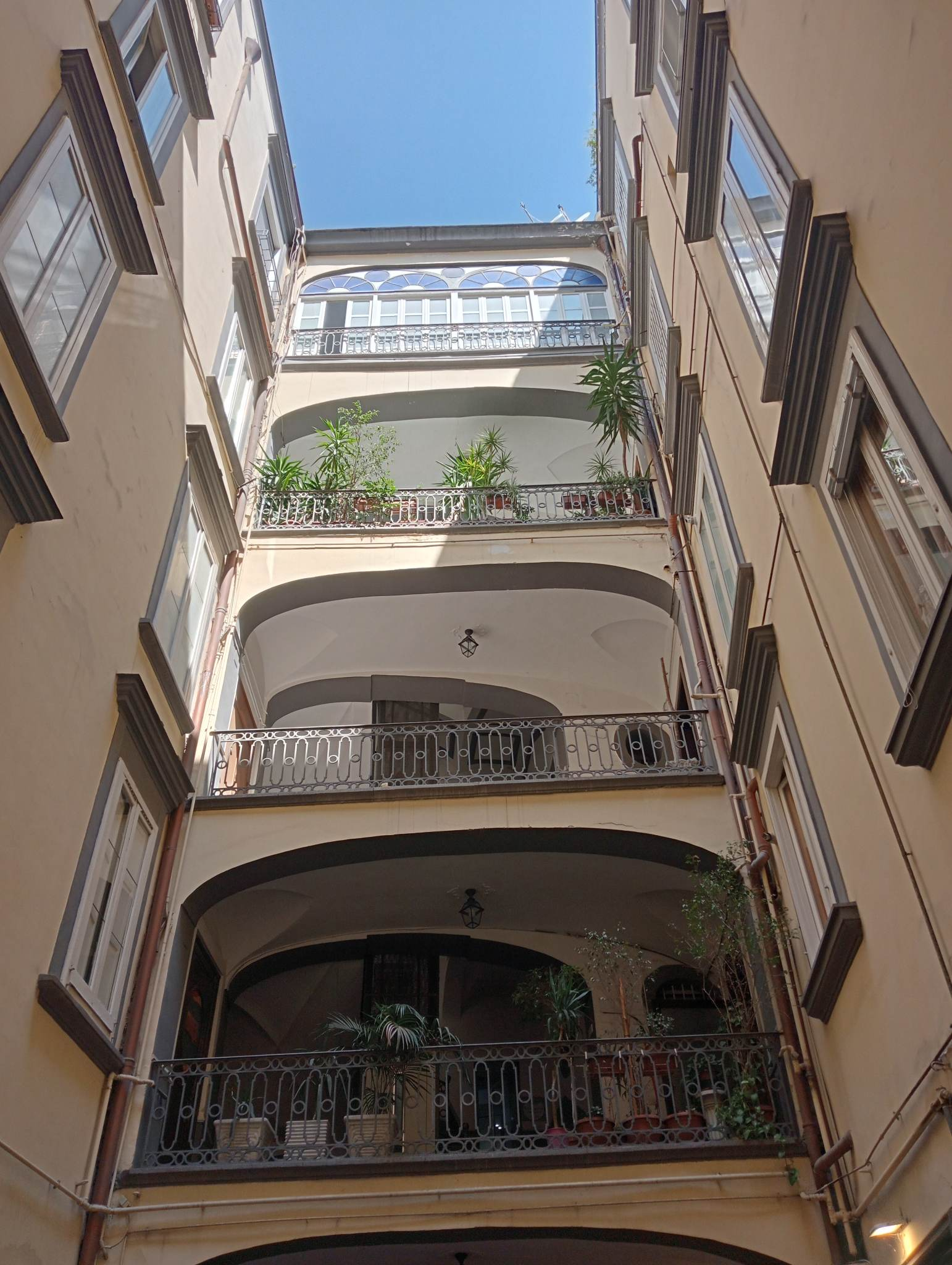
La scala aperta